# AllAfrica.com
 (octobre 2017).
Si vous disposez d'ouvrages ou d'articles de référence ou si vous connaissez des sites web de qualité traitant du thème abordé ici, merci de compléter l'article en donnant les références utiles à sa vérifiabilité et en les liant à la section « Notes et références ».
AllAfrica.com est un site Web, développé en anglais et en français, publiant chaque jour une sélection d'un millier d'articles extraits de publications africaines.

## AllAfrica.com
AllAfrica.com publierait chaque jour, selon les informations fournies par l'éditeur en 2010, « un millier d'articles de presse émanant de plus d'une centaine de publications africaines, ainsi que de diverses sources d'informations ». En 2001, le quotidien français Le Monde décrivait une diffusion de sept cents articles par jour extraits d'environ trente-cinq médias africains.
Le Président de AllAfrica Global Media, M. Amadou Mahtar BA,  est membre du Comité Consultatif International de l'Organisation de la presse africaine.
Le contenu non archivé d'AllAfrica.com est librement consultable. Toutefois, les lecteurs réguliers sont invités à souscrire un abonnement leur ouvrant l'accès à 900 000 documents d'archives depuis 1996, à un moteur de recherche perfectionné permettant la navigation au sein de ces archives et à la réception par courrier électronique d'un panel de dépêches composé par l'abonné par choix au sein de 15 catégories.

## AllAfrica Global Media
Le site est publié par la société AllAfrica Global Media, Inc., fournisseur de contenus multimédia et développeur de services. La société a son siège social à l'île Maurice et dispose de bureaux à Washington, DC (États-Unis) et dans plusieurs pays africains : Dakar (Sénégal), Lagos (Nigeria) et Johannesburg (Afrique du Sud).

## AllAfrica Foundation
Parallèlement à la société à vocation commerciale existe une association à but non lucratif (selon la section 501(c) du code fiscal des États-Unis), AllAfrica Foundation, qui chapeaute notamment les projets SustainableAfrica.org et PeaceAfrica.net (hébergés en réalité sur les serveurs d'AllAfrica.com).
- Sustainable Africa est un ensemble de ressources sur le développement durable, mais aussi l'écologie, les droits de l'homme, etc.
- Peace Africa est plus axée sur les questions de maintien de la paix, etc.

Les deux projets sont également soutenus par la Fondation Ford et la Fondation Rockefeller. 
La Fondation soutient par ailleurs le projet Charlayne Hunter-Gault Fellowship, créé par Charlayne Hunter-Gault en 2017, qui vise notamment à accroître l'autonomie des femmes africaines exerçant le métier de journaliste.

## Objectifs communs
AllAfrica Global Media et AllAfrica Foundation se veulent complémentaires dans un objectif affiché de « renforcement des médias indépendants africains », et pour « assurer une présence massive de contenus sur Internet en provenance du continent ». En ce sens, la démarche des deux institutions relève d'un certain panafricanisme.